# Méra
Méra ist eine ungarische Gemeinde im Kreis Encs im Komitat Borsod-Abaúj-Zemplén.

## Geografische Lage
Méra liegt in Nordungarn, 49 Kilometer nordöstlich des Komitatssitzes Miskolc, 4 Kilometer nordöstlich der Kreisstadt Encs an den Flüssen Bélus-patak und Bársonyos. Nachbargemeinden sind Novajidrány, Szalaszend und Hernádcéce.

## Geschichte
Die heutige Gemeinde entstand 1950 durch den Zusammenschluss der Orte Alsóméra und Felsőméra.

## Sehenswürdigkeiten
- Griechisch-katholische Kapelle Magyarok Nagyasszonya im Ortsteil Felsőméra
- Purghy-Landhaus, erbaut im 17. Jahrhundert
- Reformierte Kirche im Ortsteil Alsóméra, erbaut 1893
- Reformierte Kirche im Ortsteil Felsőméra, erbaut 1795–1811
- Römisch-katholische Kirche Magyarok Nagyasszonya
- Römisch-katholische Kapelle Páduai Szent Antal im Ortsteil Alsóméra, erbaut 1941

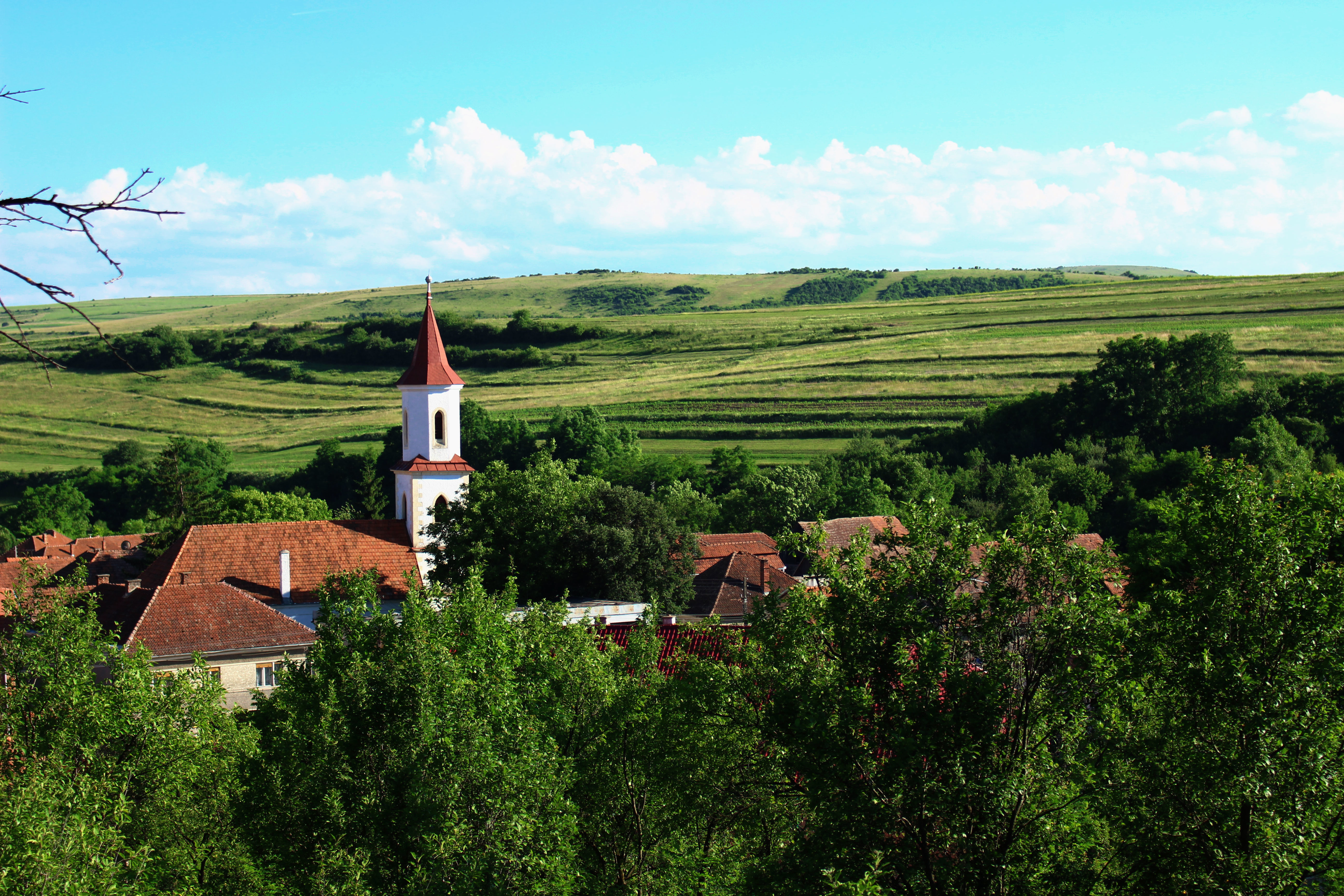
Blick auf die reformierte Kirche im Ortsteil Felsőméra

## Verkehr
Durch Méra verläuft die Landstraße Nr. 3706, am westlichen Ortsrand die Hauptstraße Nr. 3. Die Gemeinde ist angebunden an die Eisenbahnstrecke von Miskolc nach Hidasnémeti. Zudem bestehen Busverbindungen nach Encs sowie über Szalaszend und Fulókércs nach Szemere.